# Port Pegasus
Port Pegasus (tidigare South Port) ligger i södra Stewart Island. Naturhamnen upptäcktes av den skotske sjöfararen William W. Stewart 1809. År 1826 kom en grupp timmermän till platsen och efter många svårigheter lyckades de bygga en skonare. Joseph Weller blev det första fartyg som registrerades i Nya Zeelands skeppsregister.
Under slutet av 1800-talet började tenn brytas och 200 gruvarbetare bosatte sig i området. Mellan 1890 och 1950-talet var Port Pegasus en liten fiskeby. På 1970-talet upptäcktes papegojarten Kakapo som troddes var utdöd. Hummerfiskare i dessa stormiga farvatten söker ofta skydd i Port Pegasus.